# Adrian Conan Doyle
Adrian Malcolm Conan Doyle (19. listopadu 1910, Crowborough, Sussex, Spojené království – 3. června 1970, Ženeva, Švýcarsko) byl britský spisovatel, nejmladší syn spisovatele sira Arthura Conana Doylea, autor hororových povídek, pastišů o Sherlocku Holmesovi, z nichž některé napsal společně s Johnem Dicksonem Carrem, a biografie o svém otci Arthurovi C. Doyleovi.
V letech 1936 a 1937 se pokusil o kariéru závodníka automobilových závodů Grand Prix.

### Publikace
- DOYLE CONAN, Adrian Malcolm. The True Conan Doyle. London: John Murray, 1945. (anglicky)